# Ursula Landwehr
Ursula Landwehr (* 29. Mai 1968 in Neuenkirchen (Oldenburg)) ist eine ehemalige deutsche Fußballspielerin.

## Karriere

### Vereine
Landwehr spielte für den VfB Rheine als Mittelfeldspielerin zunächst in der Verbandsliga Niederrhein und Aufstieg bedingt ab der Saison 1989/90 in der Regionalliga West. Mit dem zweiten Platz war ihre Mannschaft für die Bundesliga 1990/91 qualifiziert, in der ihr Verein den fünften, in der Folgesaison den dritten Platz in der Gruppe Nord belegte.

### Nationalmannschaft
Für die A-Nationalmannschaft bestritt sie sechs Länderspiele, in denen ihr ein Tor gelang. Sie debütierte am 17. September 1988 im fünften EM-Qualifikationsspiel der Gruppe 3 für die Europameisterschaft 1989 im eigenen Land beim 10:0-Sieg über die Schweizer Nationalmannschaft in Binningen und wurde in der 50. Minute für Thekla Krause eingewechselt. Ihr zweites Länderspiel am 26. September 1990 war ebenfalls das fünfte EM-Qualifikationsspiel der Gruppe 4 beim 4:0-Sieg über die Nationalmannschaft Bulgariens in Rheine. Im zweiten ihrer vier Testspiele für den DFB am 9. Mai 1991, beim 2:1-Sieg über die Nationalmannschaft Polens in Aue, erzielte sie mit dem Siegtreffer in der 78. Minute ihr einziges Tor.